# John Ventimiglia
John Ventimiglia (Ridgewood, Queens, 1963. július 17. –) olasz származású           amerikai színész. Legismertebb szerepei Artie Bucco (Maffiózók) és Dino Arbogast (Zsaruvér).

## Fiatalkora
Ventimiglia a Queens-i Ridgewoodban született, de a New Jersey-i Teaneckben nőtt fel.

## Pályafutása
A manhattani Lee Strasberg Theatre and Film Institute-on tanult színészetet. Itt ismerkedett meg Michael Imperiolival is, akivel közösen szerepeltek az 1998-as Sipirc! című filmben. Kezdetben kisebb szerepeket kapott, mint első nagyjátékfilmjében, az Ájulásban, amelyben egy börtönőrt alakított.
1994-ben Woody Allan Lövések a Broadwayn című gengszter-vígjátékában egy kikötői gengsztert alakított.
1997-ben a Sylvester Stallone és Robert De Niro főszereplésével készült Coplandban egy tisztet szerepét játszotta, 1999-ben pedig A keresztapus című vígjátékban volt látható. 1999 és 2007 között a Maffiózók sorozatban alakított legismertebb szerepét, főszereplő Tony Soprano unokatestvérét, Artie Bucco étterem-tulajdonost és séfet. A 2000-es és 2010-es években olyan népszerű sorozatokban szerepelt, mint az Esküdt ellenségek, A férjem védelmében a Mercy angyalai vagy a Zsaruvér. 2010-ben a Shakespeare Hamletjén alapuló Rosencrantz és Guildenstern élőhalottak című horror-vígjátékban Horatiót alakította, 2012-ben pedig a Richard Kuklinski bérgyilkos életét bemutató The Iceman című filmben szerepelt.

## Magánélete
Feleségével, Melinda Ventimigliával két gyerekük van.
Az 1980-as években a Zuzu's Petals metál-zenekarnak is tagja volt.
2006 májusában ittas vezetés és kokainbirtoklás vádjával letartóztatták brooklyn-i otthona közelében.
Csak névrokona Milo Ventimiglia színésznek.

## Szerepei

### Film
| Év   | Magyar cím                              | Eredeti cím                             | Szerep                            | Megjegyzés                                     |
| ---- | --------------------------------------- | --------------------------------------- | --------------------------------- | ---------------------------------------------- |
| 1992 | Ájulás                                  | Swoon                                   | Börtönőr                          |                                                |
| 1992 |                                         | Things We Said Today                    | Alfonso                           | Rövidfilm                                      |
| 1994 | Két cowboy New Yorkban                  | The Cowboy Way                          | Egyenruhás rendőr                 |                                                |
| 1994 | Lövések a Broadwayn                     | Bullets Over Broadway                   | Kikötői gengszter                 | Johnny Ventimiglia néven szerepel a stáblistán |
| 1994 |                                         | Post Cards from America                 | Sofőr                             |                                                |
| 1994 | Két fivér egy zsákban                   | Hand Gun                                | Angel                             |                                                |
| 1995 |                                         | Angela                                  | Andrew                            |                                                |
| 1995 | Ez ám a buli                            | Party Girl                              | Keménylegény                      | Johnny Ventimiglia néven szerepel a stáblistán |
| 1995 |                                         | Stonewall                               | Kidobó                            |                                                |
| 1995 |                                         | Low                                     | Terry „Lullaby” Fairlane          |                                                |
| 1996 |                                         | Girls Town                              | Eddie                             |                                                |
| 1996 | Én lőttem le Andy Warholt               | I Shot Andy Warhol                      | John, aki szereti a leszbikusokat |                                                |
| 1996 | Bárbajnokok                             | Trees Lounge                            | Johnny                            |                                                |
| 1996 | A temetés                               | The Funeral                             | Sali                              |                                                |
| 1996 | Halálos terápia                         | Extreme Measures                        | Manning nyomozó                   |                                                |
| 1997 |                                         | Arresting Gena                          | Joey / Rendőr                     |                                                |
| 1997 |                                         | Kicked in the Head                      | Férfi a bulin                     |                                                |
| 1997 |                                         | Under the Bridge                        |                                   |                                                |
| 1997 | Copland                                 | Cop Land                                | V. tiszt                          |                                                |
| 1997 |                                         | Niagara, Niagara                        | Doug                              |                                                |
| 1997 |                                         | Sue                                     | Larry                             |                                                |
| 1998 | Ne nézz vissza!                         | No Looking Back                         | Tony, a pizzás fickó              |                                                |
| 1998 |                                         | Claire Dolan                            | Newark-i taxisofőr                |                                                |
| 1998 |                                         | Louis & Frank                           | Alvin                             |                                                |
| 1999 | Sipirc!                                 | On the Run                              | Louie Salazar                     |                                                |
| 1999 |                                         | Row Your Boat                           | Anton                             |                                                |
| 1999 | A keresztapus                           | Mickey Blue Eyes                        | Johnny Graziosi                   |                                                |
| 1999 | Az élet kalandja                        | Jesus' Son                              | McInnes                           |                                                |
| 2000 |                                         | Woman Found Dead in Elevator            | Marcos                            | Rövidfilm                                      |
| 2001 | Játék életre-halálra                    | Series 7: The Contenders                | Diszpécser                        | John Ventimilgia néven szerepel a stáblistán   |
| 2001 |                                         | The Boys of Sunset Ridge                | Hank Bartlowski                   |                                                |
| 2001 | Mrs. Maffia                             | Plan B                                  | Raymond Pelagi                    |                                                |
| 2002 | Menekülés az életbe                     | Personal Velocity: Three Portraits      | Narrátor                          | Szinkronhang                                   |
| 2005 | A belső harc                            | The War Within                          | Gabe                              |                                                |
| 2005 | Az első szexikon                        | The Notorious Bettie Page               | Fényképész                        | Nem szerepel a stáblistán                      |
| 2005 |                                         | The Collection                          | Több szerep                       |                                                |
| 2005 |                                         | Nicky's Game                            | Nicky Singer                      | Rövidfilm                                      |
| 2007 |                                         | The Lovebirds                           | John Constantin                   |                                                |
| 2007 |                                         | In Vivid Detail                         | Justin                            | Rövidfilm                                      |
| 2009 | Notorious B.I.G. - A N.A.G.Y. rapper    | Notorious                               | Farelli nyomozó                   |                                                |
| 2009 | Az eltűnt személy                       | The Missing Person                      | Hero Furillo                      |                                                |
| 2009 | Rosencrantz és Guildenstern élőhalottak | Rosencrantz and Guildenstern Are Undead | Theo Horace / Horatio             |                                                |
| 2009 |                                         | The Hungry Ghosts                       | James                             |                                                |
| 2010 |                                         | Bang,                                   | Elveszett ember                   | Rövidfilm                                      |
| 2010 |                                         | We Follow the Rules                     | Garda kapitány                    | Rövidfilm                                      |
| 2010 |                                         | All In                                  | Szerencsejátékos                  | Rövidfilm                                      |
| 2011 | Bankcsapda                              | Flypaper                                | Weinstein                         |                                                |
| 2011 | Violet és Daisy                         | Violet & Daisy                          | Férfi #1                          |                                                |
| 2011 |                                         | Ponies                                  | Drazen                            |                                                |
| 2012 |                                         | Alter Egos                              | Pszichológus                      |                                                |
| 2012 |                                         | The Iceman                              | Mickey Scicoli                    |                                                |
| 2012 |                                         | BMW: Bombay's Most Wanted               |                                   |                                                |
| 2012 |                                         | Operação Outono                         | Humberto Delgado tábornok         |                                                |
| 2013 |                                         | The Cold Lands                          | Jackson                           |                                                |
| 2013 | Vérkötelék                              | Blood Ties                              | Valenti                           |                                                |
| 2014 |                                         | Glass Chin                              | Jack Marchiano                    |                                                |
| 2014 |                                         | Tim Maia                                |                                   |                                                |
| 2015 |                                         | The Phenom                              | Red Briles                        |                                                |
| 2015 |                                         | Ava's Possessions                       | Merrino atya                      |                                                |
| 2015 |                                         | Houses                                  |                                   |                                                |

### Televízió
| Év        | Magyar cím                                | Eredeti cím                       | Szerep                                                         | Megjegyzés                    |
| --------- | ----------------------------------------- | --------------------------------- | -------------------------------------------------------------- | ----------------------------- |
| 1995      | Gyilkos utcák                             | Homicide: Life on the Street      | Manuel                                                         | Televíziós sorozat; 1 epizód  |
| 1997      |                                           | Feds                              | Alfonse Bucco                                                  | Televíziós sorozat; 1 epizód  |
| 1997      | New York rendőrei                         | NYPD Blue                         | Michael Zorzi                                                  | Televíziós sorozat; 1 epizód  |
| 1997      | C-16: Szuperügynökök                      | C-16: FBI                         | Nick Tulli                                                     | Televíziós sorozat; 6 epizód  |
| 1996/1999 | Veszélyes küldetés                        | New York Undercover               | Lenny / Peter Vitti                                            | Televíziós sorozat; 2 epizód  |
| 2000      |                                           | Prince Street                     | Angelo Dundee                                                  | Televíziós sorozat; 2 epizód  |
| 2000–2001 |                                           | Level 9                           | Justin Malik                                                   | Televíziós sorozat; 3 epizód  |
| 2007      | A hatodik kapocs                          | Six Degrees                       | Jimmy McLean                                                   | Televíziós sorozat; 3 epizód  |
| 1999–2007 | Maffiózók                                 | The Sopranos                      | Artie Bucco                                                    | Televíziós sorozat; 36 epizód |
| 2007      | CSI: A helyszínelők                       | CSI: Crime Scene Investigation    | Stanley Vespucci                                               | Televíziós sorozat; 1 epizód  |
| 2007      | Esküdt ellenségek: Bűnös szándék          | Law & Order: Criminal Intent      | Ronald Hawk                                                    | Televíziós sorozat; 1 epizód  |
| 2008      |                                           | Backdrop NYC                      | Justin                                                         | Televíziós sorozat; 1 epizód  |
| 2009      | A nagy svindli                            | White Collar                      | Burelli                                                        | Televíziós sorozat; 1 epizód  |
| 1994–2010 | Esküdt ellenségek                         | Law & Order                       | Gaydos / Nick Capetti / Frank Dietrick rendőr / Dibbens ügyvéd | Televíziós sorozat; 5 epizód  |
| 2010      | Mercy angyalai                            | Mercy                             | Damiano                                                        | Televíziós sorozat; 3 epizód  |
| 2012      | 22-es körzet - a bűn utcái                | NYC 22                            | Carl Woods felügyelő                                           | Televíziós sorozat; 1 epizód  |
| 2012      | A célszemély                              | Person of Interest                | Christopher Zambrano                                           | Televíziós sorozat; 1 epizód  |
| 2012      | Jersey lány                               | Made in Jersey                    | Ed Koeneke                                                     | Televíziós sorozat; 1 epizód  |
| 2013      | Esküdt ellenségek: Meggyalázott áldozatok | Law & Order: Special Victims Unit | Bobby Navarro                                                  | Televíziós sorozat; 1 epizód  |
| 2011–2014 | Zsaruvér                                  | Blue Bloods                       | Dino Arbogast                                                  | Televíziós sorozat; 16 epizód |
| 2014      |                                           | Believe                           |                                                                | Televíziós sorozat            |
| 2015      | Feketelista                               | The Blacklist                     | Ramsey Mills börtönőr                                          | Televíziós sorozat; 1 epizód  |
| 2014–2015 | A férjem védelmében                       | The Good Wife                     | Gary Prima nyomozó                                             | Televíziós sorozat; 5 epizód  |
| 2015      | Sherlock és Watson                        | Elementary                        | Harry Magarac                                                  | Televíziós sorozat; 1 epizód  |

## Díjai és elismerései
Munkássága során három díjra jelölték.
| Díjak és elismerések | Díjak és elismerések    | Díjak és elismerések | Díjak és elismerések | Díjak és elismerések |
| Év                   | Díj                     | Kategória | Alkotás címe         | Eredmény             |
| -------------------- | ----------------------- | --- | -------------------- | -------------------- |
| 2002                 | Screen Actors Guild-díj | Legjobb színtársulati alakítás egy drámasorozatban (megosztva: James Gandolfini, Lorraine Bracco, Edie Falco, Dominic Chianese, Drea de Matteo, Robert Iler, Michael Imperioli, Federico Castelluccio, Joe Pantoliano, Steve Schirripa, Jamie-Lynn Sigler, Tony Sirico, Aida Turturro, Steven Van Zandt)                   | Maffiózók            | Jelölve              |
| 2003                 | Screen Actors Guild-díj | Legjobb színtársulati alakítás egy drámasorozatban (megosztva: James Gandolfini, Lorraine Bracco, Dominic Chianese, Vincent Curatola, Drea de Matteo, Edie Falco, Robert Iler, Michael Imperioli, Joe Pantoliano, Steve Schirripa, Jamie-Lynn Sigler, Tony Sirico, Aida Turturro, Steven Van Zandt, Federico Castelluccio) | Maffiózók            | Jelölve              |
| 2005                 | Screen Actors Guild-díj | Legjobb színtársulati alakítás egy drámasorozatban (megosztva: James Gandolfini, Steve Buscemi, Lorraine Bracco, Dominic Chianese, Vincent Curatola, Drea de Matteo, Jamie-Lynn Sigler, Edie Falco, Robert Iler, Michael Imperioli, Steve Schirripa, Tony Sirico, Aida Turturro, Steven Van Zandt)                         | Maffiózók            | Jelölve              |